# Reflex
Reflexul fiziologic este reacția unui organism printr-o acțiune automată involuntară neuromusculară declanșată printr-un anumit stimul (excitația).
Reflexele pot fi sub forma unui simplu arc reflex sau cu forme mult mai complexe. Reflexele sunt de mai multe feluri ca de exemplu:
1. Reflexe dobândite care apar în cursul vieții după naștere
2. Reflexe înnăscute sau moștenite

- Care la rândul lor se împart în:

1. Reflexe condiționate
2. Reflexe necondiționate

- Reflexele ajută organismele vii să reacționeze mai prompt într-un mediu constant.

## Forme de reflexe
Condiția formării unui reflex este determinată de starea organismului, care este capabil de a recepționa excitantul, reflexul fiind realizat prin cooperarea organelor de simț, nervilor și mușchilor.
Cu ajutorul reflexelor dobândite reușește un organism să se adapteze unor anumite conditii de mediu și această adaptare asigură supraviețuirea speciei.
- Forme de reflexe;
- Reflexe necondiționate sau înnăscute acestea apar imediat la naștere sau în cursul dezvoltării organismului după naștere până la maturitate, acestea sunt tipice fiecărei specii, care la stimuli asemănători declanșează automat reflexul, a cărui viteză și intensitate variază după individ.
- Reflexe condiționate sau coordonate sunt reflexe care se formează prin învățarea lor în cursul vieții fiind numite și reflexe dobândite '. 
Procesul de învățare poate apare și în cazul reflexelor viscerale (sistemul nervos vegetativ) cu studiul lor s-a ocupat în mod deosebit

Reflexul pupilar

 fiziologul rus Ivan Pavlov (1849 - 1936) a devenit renumită experiența lui cu câinele care salivează fără să primească hrană, numai la auzul clopoțelului, după formarea reflexului condiționat, pe care câinele l-a asociat în timpul experienței cu administrarea hranei.
- Reflexe proprii sunt acele reflexe care la un excitant într-un anumit loc declanșează întotdeauna același reflex, ca de exemplu reflexul tibio-rotulian, reflex controlat în mod frecvent de medici.
- Reflexe străine când reflexul în raport cu excitantul apare într-o altă parte a corpului, ca de exemplul reflexul cornean, când un curent de aer atinge fața pleopele se închid automat.
- Reflexe coordonate, reflexe mobile această categorie de reflexe se referă, la fenomenul când un excitant determină o reacție reflexă a unui mușchi sau a unei grupe de mușchi, ca reflexul suptului sau de apucare la sugari.
- se mai pot aminti: reflexele primitive sau reflexe atavice cu care nu se ocupă ramura cu studiul comportamentului din cadrul fizilologiei, putând apărea la copii, fiind o formă de regresie.